# 刘玉廷
刘玉廷（1955年9月2日—2020年10月24日），河北承德人，中国会计学者，博士生导师。曾任财政部会计司司长、企业司司长。

## 生平
1975年至1978年就读于天津财经学院，毕业后在财政部工作。1995年至1997年，作为中方专家参加制定香港过渡期的预算案。1997年至2000年，在厦门大学会计系攻读在职管理学（会计学）博士学位。1996年年至2002年，兼任中国会计学会秘书长。1999年9月，受聘为中国证监会股票发行审核委员会委员。1999年至2002年，兼任《会计研究》主编。2002年出任财政部会计司司长。2003年，任中国会计准则委员会委员、财政部教材编审委员会委员、全国会计硕士专业学位教育指导委员会委员。2010年出任财政部企业司司长。2011年至2015年，兼任国务院促进中小企业发展工作领导小组副主任。2020年10月24日凌晨2时30在北京逝世。

## 出版物
- . 上海: 立信会计出版社. 2012. ISBN 978-7-5429-2859-7.
- . 上海: 立信会计出版社. 2012. ISBN 978-7-5429-3292-1.
- . 北京: 人民出版社. 2010. ISBN 978-7-01-009283-6.
- . 北京: 民主与建设出版社. 2003. ISBN 7-80112-484-7.
- . 北京: 经济管理出版社. 1994. ISBN 7-80025-715-0.